# Szent vagy, Uram!
A Szent vagy, Uram! (alcíme: Ősi és újabb egyházi énekkincsünk tára) a római katolikus liturgiában használatos magyar egyházi imádságok és énekek gyűjteménye, amely döntő lépést jelentett a magyar katolikus népének 20. századi reformjában. Énekes részét Harmat Artúr, a szövegeket Sík Sándor szerkesztette. Első kottás kiadását 1932-ben tette közzé a  Magyar Országos Katolikus Kántorszövetség és az Országos Magyar Cecília Egyesület, amelyet a következő években számos további kiadás követett. 1948-tól tovább bővített kiadásai Hozsanna címen jelentek meg, Kertész Gyula, majd Bárdos Lajos szerkesztésében.
Lassanként odajutottunk, hogy alig hallunk magyar éneket, mely szövegben-dallamban méltó Isten hajlékához; alig hallunk helyes és szép éneklést, mely lelket emelne és imaszámba élne; alig van énekünk, melyet egyformán, egységesen énekelnénk, s mindezekből kifolyólag vannak néma templomaink, csendbesüppedő körmenetink, elhalkult országos manifesztációink. Ezen a szomorú bajon szeretne segíteni ez a könyv.  […] alapos megfontolás szabályozta az énekek összeválogatását. Sok énekünk tartalmában (dogmatikailag) vagy költői és zenei szempontból hibás volt, s így nem kár érte. […] az elmaradottakért bizonnyal elégséges kárpótlást nyújthatnak a felvettek […] hiszen ezekben az énekekben az ezeréves magyarság zengő lelke fohászodik, sír, viharzik, épül, hálálkodik, szentelődik meg, s emelődik az Ég felé!

## Forrásai
Az énekeknek két forrásuk van: a gregorián korális (a katolikus egyházzal egyidős liturgikus zene) és a világi népdal. Az első kézírásos dallamlejegyzések a XVI. századból maradtak fenn, ezeket azonban nem lehet jól megfejteni, mivel nem jelölik pontosan a hangokat, sokszor csak a dallam emelkedét/süllyedését jelzik. A XVII. századi nyomtatott énekeskönyvek azonban valóságos kincstárai az ősi szent énekeknek, melyek közül sok belekerült a Szent vagy, Uram!-ba is.
A XVIII. századi dallamforrásokban szintén nagy tömegű értékes melódiák vannak, de ebben az időben a beáradó német hatás énekeink magyar jellegét elnyomja mind ízében, mind formájában. A XIX. század első felében kevés a figyelemre méltó dallam, ellenben sok a bécsi divatú, sekélyes, könnyű orgonakísérettel, melyek évtizedekre rossz példát adnak az énekkönyv-szerkesztőknek. A Zsasskovszky testvérpár (Endre és Ferenc), majd a század utolsó negyedében Bogisich Mihály viszont már felhívták a figyelmet a szent énekek visszaállításának fontosságára.
Az egyházi énekléssel nem fér össze a rubato előadásmód, egyedül az énekek utolsó 1–2 ütemének fokozatos, enyhe lassítása engedhető meg. Az orgonakíséret mindig legato, sohasem staccato előadásmódú. (Az előadásmódok magyar jelentését lásd a tempó szócikkben.)
A gyűjtemény első fejezetei az egyházi év felosztását követik, majd az Oltáriszentségről, Jézusról, Máriáról és a szentekről szóló énekek következnek. Ezután a különböző alkalmakra szánt énekek jönnek. A könyvet a Függelék zárja, melynek utolsó, 306. számú éneke a Magyar himnusz.
A gyűjtemény összesen 306 éneket tartalmaz 273 dallammal (néhány ének más-más szöveggel több számon is előfordul).

## Énekei
| Ének  | ÉE  | Cím                                                                                                  | Fejezet                                           |
| ----- | --- | --- | ------------------------------------------------- |
| 1     | -   | A kereszténységben, hisszük (miseének)                                                               | I. Adventi énekek (1–14)                          |
| 2     | 3   | Harmatozzatok (miseének)                                                                             | I. Adventi énekek (1–14)                          |
| 3     | -   | Ó, bezárult Édenünk (miseének)                                                                       | I. Adventi énekek (1–14)                          |
| 4     | 327 | Téged vár (miseének)                                                                                 | I. Adventi énekek (1–14)                          |
| 5     | 21  | Ave María                                                                                            | I. Adventi énekek (1–14)                          |
| 6     | 10  | Az Úristen Ádám atyánknak                                                                            | I. Adventi énekek (1–14)                          |
| 7     | -   | Áron vesszeje virágzik                                                                               | I. Adventi énekek (1–14)                          |
| 8     | 12  | Bűnös néped sírva kiált                                                                              | I. Adventi énekek (1–14)                          |
| 9     | 7   | Ébredj, ember                                                                                        | I. Adventi énekek (1–14)                          |
| 10    | -   | Mária, szűz virág                                                                                    | I. Adventi énekek (1–14)                          |
| 11    | 16  | Ó, fényességes szép hajnal                                                                           | I. Adventi énekek (1–14)                          |
| 12    | -   | Mennyországi fényes hajnal                                                                           | I. Adventi énekek (1–14)                          |
| 13    | -   | Mint forró sóhaj                                                                                     | I. Adventi énekek (1–14)                          |
| 14    | -   | Ó, nemes, ékes                                                                                       | I. Adventi énekek (1–14)                          |
| 15    | -   | Üdvözlégy, ó drága vendég (miseének)                                                                 | II. Karácsonyi énekek (15–36)                     |
| 16    | 32  | Az angyal énekel (miseének)                                                                          | II. Karácsonyi énekek (15–36)                     |
| 17    | -   | Az égből színméz csörgedez                                                                           | II. Karácsonyi énekek (15–36)                     |
| 18    | 37  | Az Ige megtestesült (Az Oltáriszentségről)                                                           | II. Karácsonyi énekek (15–36)                     |
| 19    | 47  | A szép Szűz Mária                                                                                    | II. Karácsonyi énekek (15–36)                     |
| 20    | 41  | Csorda-pásztorok                                                                                     | II. Karácsonyi énekek (15–36)                     |
| 21    | 26  | Dicsőség mennyben az Istennek                                                                        | II. Karácsonyi énekek (15–36)                     |
| 22    | -   | Ez nap nékünk dícséretes nap                                                                         | II. Karácsonyi énekek (15–36)                     |
| 23    | 39  | Istengyermek (Az Oltáriszentségről)                                                                  | II. Karácsonyi énekek (15–36)                     |
| 24    | -   | Jászolodban áldunk                                                                                   | II. Karácsonyi énekek (15–36)                     |
| 25    | 43  | Mennyből az angyal                                                                                   | II. Karácsonyi énekek (15–36)                     |
| 26    | 46  | Midőn a Szűz Magzatát                                                                                | II. Karácsonyi énekek (15–36)                     |
| 27    | -   | Mind a világ                                                                                         | II. Karácsonyi énekek (15–36)                     |
| 28    | -   | Nagy örömnap ez nékünk                                                                               | II. Karácsonyi énekek (15–36)                     |
| 29    | 40  | Ó, gyönyörűszép titokzatos éj (Az Oltáriszentségről)                                                 | II. Karácsonyi énekek (15–36)                     |
| 30    | 38  | Ó, Jézus, szüzen született                                                                           | II. Karácsonyi énekek (15–36)                     |
| 31    | -   | Örülj, te boldog Betlehem                                                                            | II. Karácsonyi énekek (15–36)                     |
| 32    | 44  | Pásztorok, pásztorok örvendezve                                                                      | II. Karácsonyi énekek (15–36)                     |
| 33    | -   | Szép violácska                                                                                       | II. Karácsonyi énekek (15–36)                     |
| 34    | -   | Szülte a Szűz szent Fiát!                                                                            | II. Karácsonyi énekek (15–36)                     |
| 35    | 54  | Szűz Mária e világra nékünk                                                                          | II. Karácsonyi énekek (15–36)                     |
| 36    | 30  | Vígasságos, hangos, nagy örömünk                                                                     | II. Karácsonyi énekek (15–36)                     |
| 37    | -   | Isten, ki az időnek                                                                                  | III. Énekek évvégi hálaadásra (37–38)             |
| 38    | 53  | Az esztendő fordulóján                                                                               | III. Énekek évvégi hálaadásra (37–38)             |
| 39    | 56  | Szép kelet, szép nap                                                                                 | IV. Újévi énekek (39–41)                          |
| 40    | -   | Kél a magasból tiszta fény                                                                           | IV. Újévi énekek (39–41)                          |
| 41    | 55  | Ó, szép Jézus                                                                                        | IV. Újévi énekek (39–41)                          |
| 42    | -   | Égi lakomára készüljünk (miseének)                                                                   | V. Énekek vízkeresztre (42–46)                    |
| 43    | 59  | Az isteni gyermeket                                                                                  | V. Énekek vízkeresztre (42–46)                    |
| 44    | 60  | Fényességén e mai napnak                                                                             | V. Énekek vízkeresztre (42–46)                    |
| 45    |     | János áll a part felett                                                                              | V. Énekek vízkeresztre (42–46)                    |
| 46    | -   | Ím az égen feltűnik                                                                                  | V. Énekek vízkeresztre (42–46)                    |
| 47    | -   | Violaszín gyászruhába (miseének missióra, lelkigyakorlatokra)                                        | VI. Bűnbánati énekek (47–55)                      |
| 48    | -   | Isten áldjon, tünde játék (Különösen farsang napokra)                                                | VI. Bűnbánati énekek (47–55)                      |
| 49    | -   | Árva, bűnös lelkem reszket (Lelkigyakorlatokra, missióra)                                            | VI. Bűnbánati énekek (47–55)                      |
| 50    | -   | Mintha köztünk Jézus járna (Az Oltáriszentségről, különösen farsang napokra)                         | VI. Bűnbánati énekek (47–55)                      |
| 51    | 64  | Hamvazkodjál, hívő lélek (Hamvazószerdára)                                                           | VI. Bűnbánati énekek (47–55)                      |
| 52    | 331 | Hallgasd meg...könyörgésünket (Könyörgő körmenetre)                                                  | VI. Bűnbánati énekek (47–55)                      |
| 53    | 71  | Könyörülj, Istenem (Könyörgő körmenetre, missióra, lelkigyakorlatokra)                               | VI. Bűnbánati énekek (47–55)                      |
| 54    | -   | Mit bízik e világ (Különösen farsang napokra)                                                        | VI. Bűnbánati énekek (47–55)                      |
| 55    | -   | Kereszten haldokló kegyes Jézusom (Hamvazásra, farsangra, missióra, nagyböjtre)                      | VI. Bűnbánati énekek (47–55)                      |
| 56    | -   | A Golgota-lépcsőn állok (miseének)                                                                   | VII. Nagyböjti énekek (56–76)                     |
| 57    | 80  | Buzgó szívvel ünnepeljük (miseének)                                                                  | VII. Nagyböjti énekek (56–76)                     |
| 58    | 65  | Bűnbánóknak menedéke (miseének)                                                                      | VII. Nagyböjti énekek (56–76)                     |
| 59    | 66  | Bűnös lelkek (miseének)                                                                              | VII. Nagyböjti énekek (56–76)                     |
| 60    | 81  | Hogyha hozzád járulunk (miseének)                                                                    | VII. Nagyböjti énekek (56–76)                     |
| 61    | -   | A fényes Istenarcot (J. S. Bach: Herzlich tut mich verlangen - BWV 727)                              | VII. Nagyböjti énekek (56–76)                     |
| 62    | -   | Ah! Jaj! Mit szemlélek                                                                               | VII. Nagyböjti énekek (56–76)                     |
| 63    | 91  | A keresztfához megyek                                                                                | VII. Nagyböjti énekek (56–76)                     |
| 64    | 87  | Az Atyának egy fiát                                                                                  | VII. Nagyböjti énekek (56–76)                     |
| 65    | 90  | Áll a gyötrött Istenanyja                                                                            | VII. Nagyböjti énekek (56–76)                     |
| 66    | -   | Bűnös lélek, sirasd, kérlek                                                                          | VII. Nagyböjti énekek (56–76)                     |
| 67    | -   | Bágyad gyötrelmében                                                                                  | VII. Nagyböjti énekek (56–76)                     |
| 68    | 94  | Hol vagy, édes Jézus                                                                                 | VII. Nagyböjti énekek (56–76)                     |
| 69    | -   | Jer, dícsérjük mindeneknek Atyját                                                                    | VII. Nagyböjti énekek (56–76)                     |
| 70    | 84  | Jézus, világ Megváltója                                                                              | VII. Nagyböjti énekek (56–76)                     |
| 71    | 82  | Keresztények, sírjatok                                                                               | VII. Nagyböjti énekek (56–76)                     |
| 72    | 92  | Keservesen siratja                                                                                   | VII. Nagyböjti énekek (56–76)                     |
| 73    | -   | Krisztus Anyja, Szűz Mária                                                                           | VII. Nagyböjti énekek (56–76)                     |
| 74    | 85  | Ó Jézus, Jézus                                                                                       | VII. Nagyböjti énekek (56–76)                     |
| 75    | -   | Ó szerencsés bűnös ember                                                                             | VII. Nagyböjti énekek (56–76)                     |
| 76    | -   | Zengd, ó nyelv, a győzedelmet                                                                        | VII. Nagyböjti énekek (56–76)                     |
| 77    | 89  | Megváltó királyunk (Virágvasárnapra)                                                                 | VIII. Énekek nagyhétre (77–83)                    |
| 78    | 696 | Szívünk, lelkünk most kitárjuk (Keresztúti ének)                                                     | VIII. Énekek nagyhétre (77–83)                    |
| 79    | -   | Áhítattal készülődjünk (miseének nagycsütörtökre)                                                    | VIII. Énekek nagyhétre (77–83)                    |
| 80    | -   | E szín alatt (nagycsütörtökre)                                                                       | VIII. Énekek nagyhétre (77–83)                    |
| 81    | 88  | Én nemzetem (nagypéntekre)                                                                           | VIII. Énekek nagyhétre (77–83)                    |
| 82    | 79  | Királyi zászló jár elől (Nagypéntekre)                                                               | VIII. Énekek nagyhétre (77–83)                    |
| 83    | -   | Mint a szarvas ér vizéhez (Nagyszombatra)                                                            | VIII. Énekek nagyhétre (77–83)                    |
| 84    | -   | Krisztus feltámadott, üljük meg (miseének)                                                           | IX. Húsvéti énekek (84–92)                        |
| 85    | 101 | Örvendjetek, angyalok (miseének)                                                                     | IX. Húsvéti énekek (84–92)                        |
| 86    | 112 | Dicsőség, szent áldás                                                                                | IX. Húsvéti énekek (84–92)                        |
| 87    | 100 | Föltámadt Krisztus                                                                                   | IX. Húsvéti énekek (84–92)                        |
| 88    | 107 | Krisztus feltámadott! Halljátok meg                                                                  | IX. Húsvéti énekek (84–92)                        |
| 89    | 111 | Krisztus, virágunk                                                                                   | IX. Húsvéti énekek (84–92)                        |
| 90    | 106 | Örvendetes napunk támadt                                                                             | IX. Húsvéti énekek (84–92)                        |
| 91    | -   | Szent asszonyok jókor reggel                                                                         | IX. Húsvéti énekek (84–92)                        |
| 92    | 116 | Szent Magdolna elmene                                                                                | IX. Húsvéti énekek (84–92)                        |
| 93    | -   | Megjelentünk hajlékodban (Miseének)                                                                  | X. Énekek áldozócsütörtökre (93–96)               |
| 94    | 120 | Galileai férfiak                                                                                     | X. Énekek áldozócsütörtökre (93–96)               |
| 95    | -   | Krisztus a mennybe fölmene                                                                           | X. Énekek áldozócsütörtökre (93–96)               |
| 96    | 119 | Krisztus mennybe fölmene                                                                             | X. Énekek áldozócsütörtökre (93–96)               |
| 97    | 125 | Jöjj, Szentlélek Istenünk                                                                            | XI. Pünkösdi énekek (97–103)                      |
| 98    | 127 | Szállj szívünkbe, nagy Isten (miseének)                                                              | XI. Pünkösdi énekek (97–103)                      |
| 99    | -   | Ó alkotó Lélek, jövel                                                                                | XI. Pünkösdi énekek (97–103)                      |
| 100   | -   | Ó Szentlélek Úristenünk                                                                              | XI. Pünkösdi énekek (97–103)                      |
| 101   | -   | Szállj ránk, életadó Lélek                                                                           | XI. Pünkösdi énekek (97–103)                      |
| 102   | 124 | Szentlélek Isten, szállj reánk                                                                       | XI. Pünkösdi énekek (97–103)                      |
| 103   | -   | Téged kérünk, Atyaisten                                                                              | XI. Pünkösdi énekek (97–103)                      |
| 104   | -   | Kiben élünk                                                                                          | XII. Énekek Szentháromság vasárnapjára (104–105)  |
| 105   | 131 | Szentháromságnak életem, halálom                                                                     | XII. Énekek Szentháromság vasárnapjára (104–105)  |
| 106   |     | Ó, ki ez oltáron (miseének)                                                                          | XIII. Úrnapi énekek (106–108)                     |
| 107   |     | Dícsérd Sion Üdvözítőd                                                                               | XIII. Úrnapi énekek (106–108)                     |
| 108   |     | Mondj éneket                                                                                         | XIII. Úrnapi énekek (106–108)                     |
| 109   | 165 | Áldjad, ember, e nagy Jódat                                                                          | XIV. Énekek az Oltáriszentségről (109–142)        |
| 110   | 175 | Áldunk téged, ó angyali kenyér                                                                       | XIV. Énekek az Oltáriszentségről (109–142)        |
| 111   | -   | Csodákkal tündöklő                                                                                   | XIV. Énekek az Oltáriszentségről (109–142)        |
| 112   | 170 | Ez nagy szentség valóban                                                                             | XIV. Énekek az Oltáriszentségről (109–142)        |
| 113   | 182 | Édes Jézus, neked élek (Áldoztatáskor)                                                               | XIV. Énekek az Oltáriszentségről (109–142)        |
| 114   | 169 | Égből szállott szent kenyér                                                                          | XIV. Énekek az Oltáriszentségről (109–142)        |
| 115   | -   | Hadd lankadjak                                                                                       | XIV. Énekek az Oltáriszentségről (109–142)        |
| 116   | 164 | Imádlak, nagy Istenség                                                                               | XIV. Énekek az Oltáriszentségről (109–142)        |
| 117   | -   | Istenség mélysége                                                                                    | XIV. Énekek az Oltáriszentségről (109–142)        |
| 118   | 166 | Krisztus teste és szent vére                                                                         | XIV. Énekek az Oltáriszentségről (109–142)        |
| 119   | 161 | Leborulva áldlak                                                                                     | XIV. Énekek az Oltáriszentségről (109–142)        |
| 120   | 181 | Menyegzős köntösbe                                                                                   | XIV. Énekek az Oltáriszentségről (109–142)        |
| 121   |     | Mindeneknek szemei                                                                                   | XIV. Énekek az Oltáriszentségről (109–142)        |
| 122   | 176 | Most az Úr Krisztusnak                                                                               | XIV. Énekek az Oltáriszentségről (109–142)        |
| 123   | 177 | Most lett a kenyér                                                                                   | XIV. Énekek az Oltáriszentségről (109–142)        |
| 124   | -   | Most nyomorult szolgád                                                                               | XIV. Énekek az Oltáriszentségről (109–142)        |
| 125   | -   | Ne törd magad                                                                                        | XIV. Énekek az Oltáriszentségről (109–142)        |
| 126   | 180 | Ó, áldott szent Istenem                                                                              | XIV. Énekek az Oltáriszentségről (109–142)        |
| 127   | 183 | Ó szentséges, ó kegyelmes (Áldoztatáskor)                                                            | XIV. Énekek az Oltáriszentségről (109–142)        |
| 128   | -   | Porba hullok ím előtted                                                                              | XIV. Énekek az Oltáriszentségről (109–142)        |
| 129   | 172 | Szent vagy, Uram                                                                                     | XIV. Énekek az Oltáriszentségről (109–142)        |
| 130   | -   | Szerelmes, édes Jézusom                                                                              | XIV. Énekek az Oltáriszentségről (109–142)        |
| 131   | -   | Templom csendes mélyén (Szentségimádásra)                                                            | XIV. Énekek az Oltáriszentségről (109–142)        |
| 132   | 182 | Üdvözlégy, édes Jézusunk                                                                             | XIV. Énekek az Oltáriszentségről (109–142)        |
| 133   | 179 | Üdvözlégy, Felség                                                                                    | XIV. Énekek az Oltáriszentségről (109–142)        |
| 134   | 162 | Üdvözlégy, Krisztusnak                                                                               | XIV. Énekek az Oltáriszentségről (109–142)        |
| 135   | 173 | Üdvözlégy, ó drágalátos                                                                              | XIV. Énekek az Oltáriszentségről (109–142)        |
| 136   | 171 | Üdvözlégy, Oltáriszentség                                                                            | XIV. Énekek az Oltáriszentségről (109–142)        |
| 137   | -   | Üdvözlégy, szent test                                                                                | XIV. Énekek az Oltáriszentségről (109–142)        |
| 138   | -   | Üdvözlégy, szép rózsa                                                                                | XIV. Énekek az Oltáriszentségről (109–142)        |
| 139   | 178 | Ó Uram, nem vagyok én méltó (Áldoztatáskor)                                                          | XIV. Énekek az Oltáriszentségről (109–142)        |
| 140   | 178 | Üdvözlégy, üdvösséges ostya                                                                          | XIV. Énekek az Oltáriszentségről (109–142)        |
| 141   | -   | Velünk lakó tiszta Ostya                                                                             | XIV. Énekek az Oltáriszentségről (109–142)        |
| 142   | 168 | Zálogát adtad, ó Jézus                                                                               | XIV. Énekek az Oltáriszentségről (109–142)        |
| 143   | 207 | Előtted, Jézusom, leborulok                                                                          | XV. Énekek Jézusról (143–159)                     |
| 144   | 184 | Édes Jézus, én szerelmem                                                                             | XV. Énekek Jézusról (143–159)                     |
| 145   | 210 | Győzhetetlen én kőszálom                                                                             | XV. Énekek Jézusról (143–159)                     |
| 146   | 206 | Hol vagy én szerelmes Jézus Krisztusom                                                               | XV. Énekek Jézusról (143–159)                     |
| 147   | -   | Jöjj el, Jézus                                                                                       | XV. Énekek Jézusról (143–159)                     |
| 148   | -   | Néked, én Jézusom                                                                                    | XV. Énekek Jézusról (143–159)                     |
| 149   | -   | Ó én Jézusom, hol merre jársz-kelsz                                                                  | XV. Énekek Jézusról (143–159)                     |
| 150   | 200 | Uram, Jézus, légy velünk                                                                             | XV. Énekek Jézusról (143–159)                     |
| 151   | -   | Zengjünk Jézus szent Nevének (Jézus szent Nevéről)                                                   | XV. Énekek Jézusról (143–159)                     |
| 152   | 189 | Ó Jézus, emlékezni rád (Jézus szent Nevéről)                                                         | XV. Énekek Jézusról (143–159)                     |
| 153   | 134 | Ó add, Jézusom, nékem (Jézus szent Szívéről)                                                         | XV. Énekek Jézusról (143–159)                     |
| 154   | 132 | Jézusomnak Szívén (Jézus szent Szívéről)                                                             | XV. Énekek Jézusról (143–159)                     |
| 155   | 133 | Jézus Szíve (Jézus szent Szívéről)                                                                   | XV. Énekek Jézusról (143–159)                     |
| 156   | -   | Jézus Szívét dícsérni (miseének Jézus szent Szívéről)                                                | XV. Énekek Jézusról (143–159)                     |
| 157   |     | Szeretlek, szép Jézus (Jézus szent Szívéről)                                                         | XV. Énekek Jézusról (143–159)                     |
| 158   | -   | Acélszárnyon                                                                                         | XV. Énekek Jézusról (143–159)                     |
| 159   | 141 | Ó, édes Jézus, ég és föld (Krisztus-Királyról)                                                       | XV. Énekek Jézusról (143–159)                     |
| 160   | 313 | Isten legszebb temploma (miseének Boldogasszony szeplőtelen fogantatására, dec. 8.)                  | XVI. A Mária-ünnepek énekei (160–172)             |
| 161   | 315 | Máriát dicsérje lelkünk (Boldogasszony szeplőtelen fogantatására, dec. 8.)                           | XVI. A Mária-ünnepek énekei (160–172)             |
| 162   | 314 | Üdvözlégy Mária, Isten szülője (Boldogasszony szeplőtelen fogantatására, dec. 8.)                    | XVI. A Mária-ünnepek énekei (160–172)             |
| 163   | 676 | Ki negyven nap előtt (Gyertyaszentelő Boldogasszony napjára, február 2.)                             | XVI. A Mária-ünnepek énekei (160–172)             |
| 164   | 674 | Ó Sion, templomod (Gyertyaszentelő Boldogasszony napjára, február 2.)                                | XVI. A Mária-ünnepek énekei (160–172)             |
| 165   | 266 | Mária kis hajlékában (Gyümölcsoltó Boldogasszony napjára, március 25.)                               | XVI. A Mária-ünnepek énekei (160–172)             |
| 166   | -   | Mennyből követ ma küldetett (Gyümölcsoltó Boldogasszony napjára, március 25.)                        | XVI. A Mária-ünnepek énekei (160–172)             |
| 167   |     | Felvitetett magas mennyországba (Nagyboldogasszony napjára, augusztus 15.)                           | XVI. A Mária-ünnepek énekei (160–172)             |
| 168   | 284 | Örülj, vigadj (Nagyboldogasszony napjára, augusztus 15.)                                             | XVI. A Mária-ünnepek énekei (160–172)             |
| 169   | 291 | Nagy örömmel, énekléssel (Kisasszonynapjára, szeptember 8.)                                          | XVI. A Mária-ünnepek énekei (160–172)             |
| 170   | -   | Felvirradt az új örömnap (Kisasszonynapjára, szeptember 8.)                                          | XVI. A Mária-ünnepek énekei (160–172)             |
| 171   |     | Mondj, szívem, dalt (Mária névnapjára, szeptember 12.)                                               | XVI. A Mária-ünnepek énekei (160–172)             |
| 172   | 292 | Ó, Mária, drága név (Mária névnapjára, szeptember 12.)                                               | XVI. A Mária-ünnepek énekei (160–172)             |
| 173   | 228 | Áldozzunk, hív keresztények (miseének)                                                               | XVII. Mária-énekek (173–197)                      |
| 174   | 229 | Boldogasszony, édes (miseének)                                                                       | XVII. Mária-énekek (173–197)                      |
| 175   | -   | Krisztusnak szent vérén (miseének)                                                                   | XVII. Mária-énekek (173–197)                      |
| 176   | -   | Néped, Isten, eléd járul (miseének)                                                                  | XVII. Mária-énekek (173–197)                      |
| 177   | 230 | Szívünk-lelkünk összeszedjük (miseének)                                                              | XVII. Mária-énekek (173–197)                      |
| 178   | 247 | Szűz Mária, mennynek gyöngyös ékessége (miseének)                                                    | XVII. Mária-énekek (173–197)                      |
| 179   | -   | Bús szívemnek (Mária szent Nevéről)                                                                  | XVII. Mária-énekek (173–197)                      |
| 180   | -   | Dícsérjük Jézus szentséges szűz Anyját                                                               | XVII. Mária-énekek (173–197)                      |
| 181   | -   | Hozzád futok bánatommal                                                                              | XVII. Mária-énekek (173–197)                      |
| 182   | -   | Keserű gondok                                                                                        | XVII. Mária-énekek (173–197)                      |
| 183   | 248 | Lelkem tiszta lánggal ég                                                                             | XVII. Mária-énekek (173–197)                      |
| 184   | -   | Mária, édes Szűzanya                                                                                 | XVII. Mária-énekek (173–197)                      |
| 185   | -   | Mária, Szűzanya (Mária szentséges Szívéről)                                                          | XVII. Mária-énekek (173–197)                      |
| 186   | -   | Mondj naponkint                                                                                      | XVII. Mária-énekek (173–197)                      |
| 187   | -   | Nagy mentsége reménysége                                                                             | XVII. Mária-énekek (173–197)                      |
| 188   | 699 | Néked ajánljuk, Szűzanyánk (Májusi ének)                                                             | XVII. Mária-énekek (173–197)                      |
| 189   | 235 | Nyújtsd ki mennyből                                                                                  | XVII. Mária-énekek (173–197)                      |
| 190   | -   | Ó áldott Szűzanya                                                                                    | XVII. Mária-énekek (173–197)                      |
| 191   | 219 | Ó, dicsőséges Asszonyság                                                                             | XVII. Mária-énekek (173–197)                      |
| 192   | 233 | Ó, dicsőséges, ó, ékességes                                                                          | XVII. Mária-énekek (173–197)                      |
| 193   | 244 | Ó dicsőült szép kincs                                                                                | XVII. Mária-énekek (173–197)                      |
| 194   | -   | Ó Mária szent Szíve (Mária szentséges Szívéről)                                                      | XVII. Mária-énekek (173–197)                      |
| 195   | 236 | Te vagy földi éltünk                                                                                 | XVII. Mária-énekek (173–197)                      |
| 196   | 238 | Üdvözlégy Mária, tengernek csillagja                                                                 | XVII. Mária-énekek (173–197)                      |
| 197   | -   | Üdvözlégy, ó szép mennyek                                                                            | XVII. Mária-énekek (173–197)                      |
| 198   | -   | Mennybéli Atyaisten (a lorettói litánia)                                                             | XVIII. Litániák (198–200)                         |
| 199   | 693 | Uram, irgalmazz nekünk (b lorettói litánia)                                                          | XVIII. Litániák (198–200)                         |
| 200   | 694 | Uram, irgalmazz nekünk (c lorettói litánia)                                                          | XVIII. Litániák (198–200)                         |
| 201   | 221 | Üdvözítőnk édesanyja (Advent 1. vasárnapja előtti szombat estétől február 2. estig)                  | XIX. Mária-antifónák (201–208)                    |
| 202   | -   | Megváltónk Szülője (Advent 1. vasárnapja előtti szombat estétől február 2. estig)                    | XIX. Mária-antifónák (201–208)                    |
| 203   | 222 | Mennyországnak Királynéja, angyaloknak (Gyertyaszentelő Boldogasszony napja után a nagyhét közepéig) | XIX. Mária-antifónák (201–208)                    |
| 204   | -   | Királynéja az egeknek (Gyertyaszentelő Boldogasszony napja után a nagyhét közepéig)                  | XIX. Mária-antifónák (201–208)                    |
| 205   | 224 | Mennynek Királyné Asszonya (Nagyszombattól pünkösd utáni szombatig)                                  | XIX. Mária-antifónák (201–208)                    |
| 206   | -   | Mennyországnak Királynéja, Alleluja (Nagyszombattól pünkösd utáni szombatig)                         | XIX. Mária-antifónák (201–208)                    |
| 207   | 226 | Mennyországnak Királynéja, irgalmasságnak (Szentháromság vasárnapjától advent előtti szombatig)      | XIX. Mária-antifónák (201–208)                    |
| 208   | 227 | Irgalmas Szűzanyánk (Szentháromság vasárnapjától advent előtti szombatig)                            | XIX. Mária-antifónák (201–208)                    |
| 209   | -   | Véghetetlen örök Isten (A szent angyalokról)                                                         | XX. Énekek az angyalokról és szentekről (209–218) |
| 210   | 304 | Nagy öröm van ma az égben (miseének Mindenszentekről)                                                | XX. Énekek az angyalokról és szentekről (209–218) |
| 211   | 274 | Két oszlopa igazságnak (Szt. Péterről és Szt. Pálról)                                                | XX. Énekek az angyalokról és szentekről (209–218) |
| 212   | -   | Szent Péter Apostol (Szt. Péterről és Szt. Pálról)                                                   | XX. Énekek az angyalokról és szentekről (209–218) |
| 213   | 264 | Áldunk, Isten jó szolgája (Szt. Józsefről)                                                           | XX. Énekek az angyalokról és szentekről (209–218) |
| 214   | 280 | Krisztus Jézus Nagyanyjának (Szt. Annáról)                                                           | XX. Énekek az angyalokról és szentekről (209–218) |
| 215   | -   | Ha kívántok (Páduai Szt. Antalról)                                                                   | XX. Énekek az angyalokról és szentekről (209–218) |
| 216   | 269 | Föltekintünk (Páduai Szt. Antalról)                                                                  | XX. Énekek az angyalokról és szentekről (209–218) |
| 217   | -   | Téged kérünk esedezve (Szt. Vendelről)                                                               | XX. Énekek az angyalokról és szentekről (209–218) |
| 218   | -   | Ó szent János (Nepomuki Szt. Jánosról)                                                               | XX. Énekek az angyalokról és szentekről (209–218) |
| 219   | -   | Az Úrnak dobban (miseének)                                                                           | XXI. Miseénekek (219–232)                         |
| 220   | 149 | Áldozattal járul hozzád                                                                              | XXI. Miseénekek (219–232)                         |
| 221   | 150 | Egybegyűltünk, ó nagy Isten (miseének)                                                               | XXI. Miseénekek (219–232)                         |
| 222   | 144 | Futva jöttem elibéd (miseének)                                                                       | XXI. Miseénekek (219–232)                         |
| 223   | 147 | Hozzád sóhajt (miseének)                                                                             | XXI. Miseénekek (219–232)                         |
| 224   | -   | Induljunk testvérek (miseének)                                                                       | XXI. Miseénekek (219–232)                         |
| 225   | -   | Jertek, keresztény hívek (miseének)                                                                  | XXI. Miseénekek (219–232)                         |
| 226   | 151 | Kegyességgel hívsz, ó Jézus (miseének)                                                               | XXI. Miseénekek (219–232)                         |
| 227   | 143 | Kegyes szemmel nézz ránk (miseének)                                                                  | XXI. Miseénekek (219–232)                         |
| 228   | -   | Keresve, ó Fölség, Téged (miseének)                                                                  | XXI. Miseénekek (219–232)                         |
| 229   | 142 | Kezdődik az ének (miseének)                                                                          | XXI. Miseénekek (219–232)                         |
| 230   | 152 | Szeretettel jönnek hozzád (miseének)                                                                 | XXI. Miseénekek (219–232)                         |
| 231   | -   | Vágyva jöttem (miseének)                                                                             | XXI. Miseénekek (219–232)                         |
| 232   | 146 | Zeng a harang (miseének)                                                                             | XXI. Miseénekek (219–232)                         |
| 233   | -   | Minden földi dolgunk (Kismise)                                                                       | XXII. Kismisék (233–234)                          |
| 233 A | -   | Minden földi dolgunk (Kismise-Kezdetre)                                                              | XXII. Kismisék (233–234)                          |
| 233 B | -   | Mit az angyalseregeknek (Kismise-Dicsőítésre)                                                        | XXII. Kismisék (233–234)                          |
| 233 C | -   | Boldog, akit tanítasz (Kismise-Evangéliumra)                                                         | XXII. Kismisék (233–234)                          |
| 233 D | -   | Hiszem az égi Úr (Kismise-Hiszekegyre)                                                               | XXII. Kismisék (233–234)                          |
| 233 E | 154 | Felajánljuk néked (Kismise-Felajánlásra)                                                             | XXII. Kismisék (233–234)                          |
| 233 F | -   | Szent vagy... éneklik (Kismise-Szent, szentre)                                                       | XXII. Kismisék (233–234)                          |
| 233 G | -   | Megjelent az Úr (Kismise-Úrfelmutatás után)                                                          | XXII. Kismisék (233–234)                          |
| 233 H | 185 | Itt a perc (Kismise-Áldozásra)                                                                       | XXII. Kismisék (233–234)                          |
| 234   | -   | Összegyűltünk áldozatra (Kismise)                                                                    | XXII. Kismisék (233–234)                          |
| 234 A | -   | Összegyűltünk áldozatra (Kismise-Kezdetre)                                                           | XXII. Kismisék (233–234)                          |
| 234 B | -   | Dicsőség a magasságban (Kismise-Dicsőítésre)                                                         | XXII. Kismisék (233–234)                          |
| 234 C | -   | Írásokban hangos szóval (Kismise-Evangéliumra)                                                       | XXII. Kismisék (233–234)                          |
| 234 D | -   | Krisztus vonja szívünket (Kismise-Hiszekegyre)                                                       | XXII. Kismisék (233–234)                          |
| 234 E | -   | Áldozatra örök Isten (Kismise-Felajánlásra)                                                          | XXII. Kismisék (233–234)                          |
| 234 F | -   | Szent, szent, szent (Kismise-Szent, szentre)                                                         | XXII. Kismisék (233–234)                          |
| 234 G | -   | Az oltáron trónol (Kismise-Úrfelmutatás után)                                                        | XXII. Kismisék (233–234)                          |
| 234 H | -   | Készen már (Kismise-Áldozásra)                                                                       | XXII. Kismisék (233–234)                          |
| 235   | 332 | Adj irgalmat (miseének)                                                                              | XXIII. Gyász-miseénekek (235–250)                 |
| 236   | 333 | Édes Urunk, nézz le (miseének)                                                                       | XXIII. Gyász-miseénekek (235–250)                 |
| 237   | -   | Ama végső harag napja                                                                                | XXIII. Gyász-miseénekek (235–250)                 |
| 238   | 336 | Élők, holtak szent Istene                                                                            | XXIII. Gyász-miseénekek (235–250)                 |
| 239   | -   | Én esendő, árva lélek                                                                                | XXIII. Gyász-miseénekek (235–250)                 |
| 240   | -   | Jer, dícsérjük Istenünket                                                                            | XXIII. Gyász-miseénekek (235–250)                 |
| 241   | 346 | Ki ragyogni látod                                                                                    | XXIII. Gyász-miseénekek (235–250)                 |
| 242   | -   | Meg kell halni                                                                                       | XXIII. Gyász-miseénekek (235–250)                 |
| 243   | 340 | Ments meg engem, Uram                                                                                | XXIII. Gyász-miseénekek (235–250)                 |
| 244   | -   | Nézz le, Jézus                                                                                       | XXIII. Gyász-miseénekek (235–250)                 |
| 245   |     | Ó egeknek Királynéja (Mária-ének)                                                                    | XXIII. Gyász-miseénekek (235–250)                 |
| 246   | 345 | Ó emberi gyarló nemzetség                                                                            | XXIII. Gyász-miseénekek (235–250)                 |
| 247   | 341 | Ó édes Megváltóm                                                                                     | XXIII. Gyász-miseénekek (235–250)                 |
| 248   | -   | Ó értem vért ontott                                                                                  | XXIII. Gyász-miseénekek (235–250)                 |
| 249   | 339 | Ó Megváltó, kegyes Jézus                                                                             | XXIII. Gyász-miseénekek (235–250)                 |
| 250   | -   | Ó örök fény napja                                                                                    | XXIII. Gyász-miseénekek (235–250)                 |
| 251   | -   | Szemünk telve könnyel (Kismise)                                                                      | XXIV. Kismisék gyászban (251–252)                 |
| 251 A | -   | Szemünk telve könnyel (Kismise-Kezdetre)                                                             | XXIV. Kismisék gyászban (251–252)                 |
| 251 B | -   | Napja Isten haragjának (Kismise-Evangéliumra)                                                        | XXIV. Kismisék gyászban (251–252)                 |
| 251 C | 335 | Vígasztaló jó Istenünk (Kismise-Felajánlásra)                                                        | XXIV. Kismisék gyászban (251–252)                 |
| 251 D | -   | Szent vagy... száll az ének (Kismise-Szent, szentre)                                                 | XXIV. Kismisék gyászban (251–252)                 |
| 251 E | -   | Maga Jézus (Kismise-Úrfelmutatás után)                                                               | XXIV. Kismisék gyászban (251–252)                 |
| 251 F | 338 | Legyen ez az áldozatunk (Kismise-Áldozásra)                                                          | XXIV. Kismisék gyászban (251–252)                 |
| 252   | -   | Színed elé jövünk (Kismise)                                                                          | XXIV. Kismisék gyászban (251–252)                 |
| 252 A | -   | Színed elé jövünk (Kismise-Kezdetre)                                                                 | XXIV. Kismisék gyászban (251–252)                 |
| 252 B | -   | Ama szörnyű napja (Kismise-Evangéliumra)                                                             | XXIV. Kismisék gyászban (251–252)                 |
| 252 C | -   | Kenyeret s bort hozunk (Kismise-Felajánlásra)                                                        | XXIV. Kismisék gyászban (251–252)                 |
| 252 D | -   | Szent vagy, Jézus (Kismise-Szent, szentre)                                                           | XXIV. Kismisék gyászban (251–252)                 |
| 252 E | -   | Isteni kenyér (Kismise-Úrfelmutatás után)                                                            | XXIV. Kismisék gyászban (251–252)                 |
| 252 F | 186 | Jézusom isteni teste (Kismise-Áldozásra)                                                             | XXIV. Kismisék gyászban (251–252)                 |
| 253   | 145 | Bemegyek szent templomodba (Reggeli ének)                                                            | XXV. Énekek különböző alkalmakra (253–278)        |
| 254   | -   | Fölkelt a nap már (Reggeli ének)                                                                     | XXV. Énekek különböző alkalmakra (253–278)        |
| 255   | -   | Jézus, Mária (Reggeli ének)                                                                          | XXV. Énekek különböző alkalmakra (253–278)        |
| 256   | -   | Mikor reggel lelkem (Reggeli ének)                                                                   | XXV. Énekek különböző alkalmakra (253–278)        |
| 257   | 148 | Örvendezzünk, jertek (Reggeli ének)                                                                  | XXV. Énekek különböző alkalmakra (253–278)        |
| 258   | 325 | Isten hozta (Főpásztor fogadására)                                                                   | XXV. Énekek különböző alkalmakra (253–278)        |
| 259   | 126 | Jöjj, Szentlélek Úristen (A Szentlélek segítségül hívása. -- Tanév, stb. megnyitáskor)               | XXV. Énekek különböző alkalmakra (253–278)        |
| 260   | -   | Jöjj el, Szentlélek Úristen (Szentbeszéd előtt)                                                      | XXV. Énekek különböző alkalmakra (253–278)        |
| 261   | 362 | Hallottuk, Isten (Szentbeszéd után)                                                                  | XXV. Énekek különböző alkalmakra (253–278)        |
| 262   |     | Ne hagyj elesnem (Szükségben, inségben)                                                              | XXV. Énekek különböző alkalmakra (253–278)        |
| 263   | 217 | Uram, hiszlek (Hit, remény, szeretet)                                                                | XXV. Énekek különböző alkalmakra (253–278)        |
| 264   | -   | Szent Olvasót imádkoztunk (Rózsafüzér ájtatosságra)                                                  | XXV. Énekek különböző alkalmakra (253–278)        |
| 265   | -   | Menny, föld, tűz (Megnyugvás Istenben)                                                               | XXV. Énekek különböző alkalmakra (253–278)        |
| 266   | 321 | Legyen, Uram, színed előtt (Újmisére)                                                                | XXV. Énekek különböző alkalmakra (253–278)        |
| 267   | 136 | Üdvössége lett e háznak (Búcsúra, templom-, kápolnaszentelésre)                                      | XXV. Énekek különböző alkalmakra (253–278)        |
| 268   | -   | Tehozzád kiáltok (Munkánk sikeréért)                                                                 | XXV. Énekek különböző alkalmakra (253–278)        |
| 269   | 360 | Áldj meg...kik itt egybegyűltünk (Áldás után)                                                        | XXV. Énekek különböző alkalmakra (253–278)        |
| 270   | -   | Áldj meg minket, Atyaisten (Áldásra. -- Kimenőre)                                                    | XXV. Énekek különböző alkalmakra (253–278)        |
| 271   |     | Áldj meg minket, Jézus! esedezünk (Esőért)                                                           | XXV. Énekek különböző alkalmakra (253–278)        |
| 272   | -   | Hallgasd meg...Uram, Isten (Áldás után)                                                              | XXV. Énekek különböző alkalmakra (253–278)        |
| 273   | -   | Áldj meg minket, Teremtő (Mise végén)                                                                | XXV. Énekek különböző alkalmakra (253–278)        |
| 274   | -   | Áldjon meg minket (Szentbeszéd után. -- Kimenőre)                                                    | XXV. Énekek különböző alkalmakra (253–278)        |
| 275   | 364 | Hol szent Péter (Pápai himnusz)                                                                      | XXV. Énekek különböző alkalmakra (253–278)        |
| 276 A | 369 | Téged, Isten, dícsérünk (Hálaadásra)                                                                 | XXV. Énekek különböző alkalmakra (253–278)        |
| 276 B | -   | Téged áldunk (Hálaadásra)                                                                            | XXV. Énekek különböző alkalmakra (253–278)        |
| 277   | -   | Téged, Isten, magasságban (Hálaadásra)                                                               | XXV. Énekek különböző alkalmakra (253–278)        |
| 278   | 355 | Immár a nap leáldozott (Estéli könyörgés)                                                            | XXV. Énekek különböző alkalmakra (253–278)        |
| 279   | -   | Imádjuk a testet és vért                                                                             | XXVI. FüggelékNagybőtjti ének                     |
| 280 A | -   | Gyermekszívek                                                                                        | Énekek Jézusról                                   |
| 280 B | 187 | Győzelemről énekeljen (Eucharisztikus himnusz)                                                       | Énekek Jézusról                                   |
| 281   | -   | Bőséges irgalmú                                                                                      | Énekek Jézusról                                   |
| 282   | -   | Üdvözlégy, szent orvosunk (Krisztus-Királyról)                                                       | Énekek Jézusról                                   |
| 283   | -   | Krisztusunk (Krisztus-Királyról)                                                                     | Énekek Jézusról                                   |
| 284   | 234 | Boldogasszony Anyánk                                                                                 | Magyarok Nagyasszonya ünnepének (okt. 8.) énekei  |
| 285   | 300 | Egek ékessége                                                                                        | Magyarok Nagyasszonya ünnepének (okt. 8.) énekei  |
| 286   | 299 | Édesanyja, Nagyasszonya                                                                              | Magyarok Nagyasszonya ünnepének (okt. 8.) énekei  |
| 287   | 242 | Angyaloknak királynéja (Litánia-parafrázis)                                                          | Mária énekek                                      |
| 288   | 241 | Boldogságos Krisztus Anyja                                                                           | Mária énekek                                      |
| 289   |     | Angyaloknak nagyságos Asszonya                                                                       | Mária énekek                                      |
| 290   | 301 | Gyászba borult egek                                                                                  | Mária énekek                                      |
| 291   | -   | Dicsértessél, ó Mária (Litánia-parafrázis)                                                           | Mária énekek                                      |
| 292   | 243 | Máriát dicsérni                                                                                      | Mária énekek                                      |
| 293   | 258 | Isten, hazánkért térdelünk                                                                           | Énekek a szentekről                               |
| 294   | 287 | Ah, hol vagy (Szent István királyról)                                                                | Énekek a szentekről                               |
| 295   | 289 | Áldott szent István (Szent István királyról)                                                         | Énekek a szentekről                               |
| 296   | 290 | Magyarok fénye (Szent István királyról)                                                              | Énekek a szentekről                               |
| 297   | 286 | Igaz hitnek (Szent István királyról)                                                                 | Énekek a szentekről                               |
| 298   | -   | Ó dicsőséges szent Jobbkéz (A Szent Jobbról)                                                         | Énekek a szentekről                               |
| 299   | 306 | Szent Imre herceg (Szent Imre hercegről)                                                             | Énekek a szentekről                               |
| 300   | -   | Felmutat égbe (Szent Gellért püspökről)                                                              | Énekek a szentekről                               |
| 301   | -   | Drága hazám, te (Kapisztrán Szent Jánosról)                                                          | Énekek a szentekről                               |
| 302   | 273 | Sziklahitű László (Szent László királyról)                                                           | Énekek a szentekről                               |
| 303   | 310 | Szent Erzsébet Asszony (Árpád-házi Szent Erzsébetről)                                                | Énekek a szentekről                               |
| 304   | 261 | Pannóniában nőtt (Árpád-házi Szent Margitról)                                                        | Énekek a szentekről                               |
| 305   | -   | Mért feledkezel el (Könyörgés Krisztus-Királyhoz)                                                    |                                                   |
| 306   | 366 | Isten, áldd meg a magyart! (Magyar himnusz)                                                          | A magyar himnusz                                  |

## Kapcsolódó lapok
- Római katolikus egyház
- Kottaírás